# Cathedral Peaks
I Cathedral Peaks sono un aspro massiccio montuoso antartico, da cui svettano una serie di cospicui picchi rocciosi, 
situato a nord del Lubbock Ridge e che si estende per 15 km lungo il margine orientale del Ghiacciaio Shackleton, nei Monti della Regina Maud, in Antartide. Visti dal ghiacciaio ricordano le guglie e i pinnacoli di una tipica cattedrale gotica.
La denominazione è stata assegnata da F. Alton Wade (1903-1978), che aveva lavorato in quest'area come leader del gruppo della Texas Tech University che conduceva indagini sul Ghiacciaio Shackleton nel 1962-63.